# Pierre Chevalier (syndicaliste et mutualiste)
Pour les articles homonymes, voir Pierre Chevalier et Chevalier.
Pierre Chevalier, né le 22 septembre 1927 à Ydes (Cantal) et décédé le 30 mai 2002 à Vernon (Eure), était instituteur du Cantal. Militant syndical, il fut notamment secrétaire national du Syndicat national des instituteurs puis président de la Mutuelle générale de l'Éducation nationale (MGEN) et président du CCOMCEN Il a été membre du Conseil économique et social de la République française et du Comité économique et social des Communautés européennes.

## Jeunesse et débuts militants
En juin 1943, Pierre Chevalier obtient le brevet élémentaire et est reçu, en juillet de la même année, au concours de recrutement des élèves-maîtres. L’école normale primaire d’Aurillac (Cantal) ayant été supprimée, il entre, en octobre 1943, en classe de seconde du lycée Émile-Duclaux d'Aurillac dans une section « élèves-instituteurs ». Pierre Chevalier assure des liaisons pour le compte du comité de résistance du canton de Saignes de 1942 à 1944 et, pendant l’été 1944, des tâches de gestion au Comité de Libération du canton. Il obtient son baccalauréat complet en juillet 1946 et, en octobre 1946, il rejoint l’école normale d’instituteurs de Clermont-Ferrand pour une formation professionnelle qui dure jusqu’en juillet 1947.
Le 1er octobre 1947, il est nommé instituteur adjoint au cours complémentaire d’Allanche (Cantal). D'avril 1948 à juin 1949, il accomplit son service militaire. De 1950 à 1962 en cours complémentaire. Dès son entrée dans la vie active, Chevalier milite activement au Syndicat national des instituteurs (SNI). Membre du conseil syndical départemental du Cantal depuis 1953, il devient secrétaire de la section départementale du SNI de 1954 à 1962. En janvier 1962, ses responsabilités au SNI le conduisirent à une position de détachement administratif au profit de l’organisation syndicale. Cette situation administrative, qui se poursuivit en 1973 au profit de la MGEN, prit fin lors de sa retraite administrative en 1987.

## Le militant syndical national
Membre de plusieurs commissions nationales (dont la Commission nationale des jeunes du SNI en 1955), il est élu membre du Bureau national du SNI de 1958 à 1973. En 1962, il devient secrétaire national (permanent) du SNI dans l'équipe conduite par Pierre Desvalois et le restera jusqu'en 1973.
Durant cette période, il est notamment rédacteur en chef de L’École libératrice, responsable de la commission sociale, représentant auprès de la Fédération internationale des associations d’instituteurs (FIAI) et auprès de la Confédération mondiale des organisations des personnels enseignants (CMOPE), délégué auprès des mutuelles universitaires, membre de la Commission administrative nationale de la Fédération de l'Éducation nationale. En 1968, il est représente le Syndicat national des instituteurs dans la délégation de la FEN lors des négociations avec le ministère de la Fonction publique. De 1968 à 1969, il participe avec Georges Aulong (FEN) à la Commission Jouvin qui crée les services sociaux dans la Fonction publique, puis il est délégué au Comité interministériel des services sociaux dans la Fonction publique. Au sein de la Fédération de l'Éducation nationale (FEN), il siège à la Commission administrative nationale dans la délégation du SNI.

## Le militant mutualiste
Pierre Chevalier entre au conseil d’administration de la section du Cantal de la Mutuelle générale de l'Éducation nationale (MGEN) en 1958 et y siège jusqu’en 1961. Comme responsable national du SNI, Denis Forestier le fait entrer en 1963 au Conseil d’administration national de la MGEN dans la perspective de le remplacer. Pierre Chevalier entre au Bureau national en 1967, devient vice-président en 1973, puis assume la présidence de la MGEN de juillet 1977 à juillet 1991, date à laquelle lui succède Alain Chauvet qu'il assiste comme vice-président délégué de 1991 à 1993 jusqu'à son départ du Conseil d'administration de la mutuelle.
Compte tenu du poids de la MGEN dans le monde mutualiste, il y assume des responsabilités nationales et internationales. Dès 1975, il est membre du Conseil supérieur de la mutualité et, parallèlement, élu au conseil d'administration de la Mutualité fonction publique (MFP). En 1978, Pierre Chevalier est élu au conseil d’administration de la Fédération nationale de la mutualité française (FNMF) et entre la même année à son comité exécutif ou il siègera jusqu'en 1994.
Par ailleurs, Pierre Chevalier occupa des responsabilités dans de nombreux groupements mutualistes et institutions sociales. Vice-président du Comité de coordination des œuvres mutualistes et coopératives de l’éducation nationale (CCOMCEN) à partir de 1978, il en est le président de 1993 à 1996. Membre de la Commission centrale des œuvres sociales (CCOS) de l’Éducation nationale de 1963 à 1991, il siège au Conseil économique et social (CES) comme membre de section (1987-1988), puis comme représentant de la FNMF (1990-1994). À partir de 1981, il siège au Comité directeur de l’Association internationale de la mutualité (AIM). Il siège également au Conseil consultatif de l’économie sociale à partir de 1982.

## Vie privée
Son fils, Claude Chevalier, poursuit l'esprit mutualiste familial en réalisant l'ensemble de sa carrière au sein de la MAIF, assurance mutualiste après des études de sciences politiques au sein de l'IEP de Paris.

## Hommages
Un centre de soins de suite et de rééducation de la MGEN, situé à Hyères (Var), porte son nom.

### Liens
- MGEN (Mutuelle générale de l’éducation nationale)

### Sources
- Dictionnaire biographique du mouvement ouvrier français (Dictionnaire Maitron).